# Belvedere di Spinello
Belvedere di Spinello es un municipio sito en el territorio de la provincia de Crotona, en Calabria (Italia).

## Demografía
| Gráfica de evolución demográfica de Belvedere di Spinello entre 1861 y 2001 |
|                                                                             |
| Fuente ISTAT - elaboración gráfica a cargo de Wikipedia                     |